# 博氏鏢鱸
博氏鏢鱸為輻鰭魚綱鱸形目鱸亞目河鱸科的其中一種，被IUCN列為瀕危保育類動物，分布於美國田納西河中游流域，體長可達7.8公分，棲息在礫石底質的溪流、水塘，屬肉食性，以水生昆蟲為食。